# Фабиола
Фабиола (ум. 399) — святая, знатная римлянка, друг блаженного Иеронима. День памяти — 27 декабря.
Святая Фабиола построила первый на Западе госпиталь и собирала туда с улиц разных калек, больных и голодных. Блаженный Иероним описывает, как она сама приводила недужных, ухаживала за своими параличными и прокаженными пациентами и собственноручно приготовляла пищу для этих «живых трупов». Фабиола была щедра к отшельникам, девственницам и монастырям. Вместе с Паммахием Фабиола принимала участие в создании первого на Западе странноприимного дома, остатки которого обнаружили во время раскопок под церковью Сан Джиованни э Паоло в Риме, и построении госпиталя в Остии, сделавшегося знаменитым по всему миру. В 395 Фабиола сопровождала своего родственника Оциана во время его путешествия к Иерониму в Вифлеем. Её любознательностью вызваны письма Иеронима об одежде первосвященника и о станах в пустыне. Умерла Фабиола в Риме в 399 г.